# Frangepán Gergely
Gróf czetinai Frangepán Gergely (horvátul: Grgur Frankopan; 1459 – 1520. szeptember) magyar katolikus főpap, diplomata. Kalocsai érsek (1503. július 20. – 1520).

## Életútja

### Családja
A Frangepán grófi család sarja, aki a zágrábi egyházmegyéből származott. Apja Frangepán Zsigmond, testvére Frangepán János.

### Pályája korai szakasza
Bécsben (1480) és Krakkóban (1485) járt egyetemre. 1493-ban kalocsai olvasókanonokként tűnik fel, két évvel később pedig már a fehérvári prépostság ura (1495. október 22.–1501. május 29.).

### Főpapi pályája
1500. április 24. előtt kinevezett veszprémi püspök és királynéi kancellár. VI. Sándor pápa megerősítésével 1502. április 18. és 1503. június 21. között veszprémi megyés püspök, s megtarthatta a budafelhévízi prépostság javadalmát azzal a kötelezettséggel, hogy ebből zsoldosokat fizessen. Hivataláról 1503. június 21-én mondott le. Még ugyanezen évben a kalocsai érsekséget kapta meg (1503. július 20.). II. Ulászló 1502-ben nőül vette Foix Annát, de Frangepán Gergely még nem vette fel a püspöki címet, így a királynét nem koronázhatta meg. A királlyal oklevelet állíttatott ki, hogy ezen egyedi eset nem csorbítja a veszprémi püspökök ősi jogait.
Érseki tisztségében december 11-én erősítette meg II. Gyula. 1504. február 24-én fizette meg az annátákat, a palliumot csak másfél év múlva kapta meg. Támogatta a „rákosi végzés-t” (1505), de vezetője volt a Miksa-császárhoz küldött követségeknek (1506). Az 1510-es években a lengyel politikai orientáció és Szapolyai János híve. Kalocsai udvara humanista központként működött, Ludovicus Tubero neki ajánlotta történeti munkáját. Hatalmas vagyonából hagyott Kapisztrán János szentté avatásának előmozdítására. 1514. április 16-án hirdette ki az egyházmegyében a keresztes hadjáratot. Bács várában sikeresen védekezett a Pogán Benedek vezette felkelő paraszthadak ellen (1514). 1515 elejétől 1516 decemberéig kancellár. 1516 és 1519 között az országos tanács tagja. 1519-ben tagja a Bornemissza-ellenes szövetségnek.
Vagyonát a végvárak fenntartására hagyta. Egyházi tisztségeiből fakadóan Veszprém (mint veszprémi püspök) és Bács vármegyék (mint kalocsai érsek) örökös főispánja is volt.

## Segédpüspökei
- 1511. február 10-étől Máté, majd
- 1515. augusztus 13-ától Aranyáni János.

## Halála után
Széke 1521 és 1522 között üres, utóda Veszprémben és a királynéi kancellárságban 1503. június 21-étől Isvalies Péter, Kalocsán 1523. február 4-étől Tomori Pál.